# Landkreis Stadtroda
| Basisdaten                                          | Basisdaten                                                                  |
| --------------------------------------------------- | --------------------------------------------------------------------------- |
| Bestandszeitraum                                    | 1876–1900 (Verwaltungsbezirk) 1900–1922 (Landratsamt) 1922–1952 (Landkreis) |
| Verwaltungssitz                                     | Stadtroda                                                                   |
| Einwohner                                           | 89.846 (1939)                                                               |
| Gemeinden                                           | 239 (1939)                                                                  |
|                                                     |                                                                             |
| Lage des Landkreises Roda in Thüringen im Jahr 1922 |                                                                             |

Der Landkreis Stadtroda, 1950 in Landkreis Jena umbenannt, war von 1922 bis 1952 ein Landkreis in Thüringen. Der Kreissitz befand sich in Stadtroda. Das ehemalige Kreisgebiet gehört heute größtenteils zum Saale-Holzland-Kreis in Thüringen. Vorgänger des Landkreises waren von 1876 bis 1900 der Verwaltungsbezirk Roda und von 1900 bis 1922 das Landratsamt Roda.

## Geschichte

### Sachsen-Altenburg
Das Herzogtum Sachsen-Altenburg bestand seit 1826 aus zwei räumlich getrennten Landesteilen, dem Westkreis um Kahla, Roda und Eisenberg sowie dem Ostkreis um Altenburg und Ronneburg. 1876 wurde im Westkreis der Verwaltungsbezirk Roda eingerichtet, der im Jahre 1900 eine Fläche von 666 km² umfasste und 56.353 Einwohner besaß. Bei einer Neugliederung des Staatsgebietes zum 1. April 1900 wurde aus dem Verwaltungsbezirk Roda das Landratsamt Roda gebildet. Das Landratsamt Roda mit Sitz in Roda umfasste im Jahre 1910 eine Fläche von 666 km² und hatte 63.696 Einwohner.

### Land Thüringen
Nachdem 1920 der neue Freistaat Thüringen gegründet worden war, kam es 1922 zu einer umfassenden Gebietsreform, bei der das Landratsamt Roda aufgelöst wurde und ein neuer Landkreis Jena-Roda gebildet wurde. Aus dem aufgelösten Landratsamt Roda kamen
- der Raum Uhlstädt mit 19 Gemeinden zum Landkreis Rudolstadt
- die Gemeinden Kraftsdorf, Oberndorf und Rüdersdorf zum Landkreis Gera
- die Gemeinden Langenorla, Saalthal und Schweinitz zum Landkreis Saalfeld sowie
- die Gemeinden Keßlar und Meckfeld zum Landkreis Weimar.

Das verbleibende Gebiet des Landratsamts Roda bildete den Kern des neuen Landkreises Roda (anfänglich Landkreis Jena-Roda). Zu diesem Landkreis traten außerdem
- die Städte Bürgel, Dornburg und Lobeda sowie 63 weitere Gemeinden aus dem aufgelösten Verwaltungsbezirk Apolda (bis 1920 Sachsen-Weimar-Eisenach)
- die Gemeinde Oberrenthendorf aus dem aufgelösten Verwaltungsbezirk Neustadt an der Orla (bis 1920 Sachsen-Weimar-Eisenach)
- die Gemeinde Wittersroda aus dem aufgelösten Verwaltungsbezirk Weimar (bis 1920 Sachsen-Weimar-Eisenach)
- die Gemeinden Milda und Vierzehnheiligen aus dem Landkreis Saalfeld (bis 1920 Sachsen-Meiningen) sowie
- die Gemeinde Seifartsdorf aus dem aufgelösten Landratsamt Gera (bis 1920 Reuß).[5]

1925 erfolgte die Umbenennung in Landkreis Stadtroda. Am 1. April 1939 wurden die Gemeinden der aufgelösten Kreisabteilung Camburg in den Landkreis eingegliedert.

### SBZ / DDR
Am 1. Juli 1945 wurden die Gemeinden Abtlöbnitz, Kischlitz und Mollschütz aus dem Landkreis Weißenfels der Provinz Sachsen in den Landkreis Stadtroda umgegliedert. Am 1. August 1946 schieden die Stadt Lobeda und die Gemeinde Wöllnitz aus dem Landkreis aus und wurden in die Stadt Jena eingemeindet.
Bei der Gebietsreform von 1950 in der DDR wurde der Landkreis Stadtroda in Landkreis Jena umbenannt. Gleichzeitig wechselten die Gemeinden Reichardtsdorf sowie St. Gangloff in den Landkreis Gera und die Gemeinde Göttern wechselte aus dem Landkreis Weimar in den Landkreis Jena.
Bei der Verwaltungsreform von 1952 in der DDR wurde das Land Thüringen aufgelöst. Der Landkreis Jena wurde auf sechs neue Kreise aufgeteilt:

- Der Nordostteil des Landkreises mit den Städten Bürgel und Eisenberg bildete den Kreis Eisenberg.
- Der Westteil des Landkreises mit den Städten Camburg, Dornburg, Kahla und Orlamünde bildete den Kreis Jena-Land.
- Der Südostteil des Landkreises mit der Stadt Stadtroda bildete den Kreis Stadtroda.
- Die Gemeinden Eckolstädt, Kaatschen, Lachstedt, Münchengosserstädt, Schmiedehausen und Weichau kamen zum Kreis Apolda.
- 23 Gemeinden aus dem Norden des Kreises kamen zum Kreis Naumburg.
- Die Gemeinden Döbritschen, Göttern, Großschwabhausen, Hohlstedt und Kleinschwabhausen kamen zum Kreis Weimar.

Die Kreise Eisenberg, Jena-Land und Stadtroda wurden dem Bezirk Gera zugeordnet, die Kreise Apolda und Weimar dem Bezirk Erfurt und der Kreis Naumburg dem Bezirk Halle.

## Einwohnerentwicklung
| Einwohner           | 1925   | 1933   | 1939   | 1946    |
| ------------------- | ------ | ------ | ------ | ------- |
| Landkreis Stadtroda | 77.098 | 78.105 | 89.846 | 123.492 |

Einwohnerzahlen der Gemeinden mit mehr als 2.000 Einwohnern (Stand 1939):
| Gemeinde        | Einwohner |
| --------------- | --------- |
| Camburg         | 3.007     |
| Eisenberg       | 11.103    |
| Hermsdorf       | 4.524     |
| Kahla           | 7.665     |
| Klosterlausnitz | 2.666     |
| Stadtroda       | 4.811     |

## Städte und Gemeinden

### Stand 1939
Im Jahre 1939 umfasste der Landkreis Stadtroda acht Städte und 231 weitere Gemeinden:
| - Ahlendorf - Albersdorf - Altenberga - Altendorf - Altengönna - Aubitz - Aue - Bad Klosterlausnitz - Beulbar-Ilmsdorf - Beutnitz - Bibra - Bobeck - Boblas - Bollberg - Bremsnitz - Bucha - Buchheim - Bürgel, Stadt - Camburg, Stadt - Casekirchen - Cauerwitz - Closewitz - Coppanz - Cospeda - Crauschwitz - Crölpa-Löbschütz - Dienstädt - Döbrichau - Döbritschen (b. Camburg) - Döbritschen (b. Magdala) - Döllschütz - Dorna - Dornburg, Stadt - Dorndorf a. d. Saale - Dothen - Drackendorf - Droschka - Drößnitz - Dürrengleina - Eckolstädt - Eichenberg - Eineborn - Eisenberg, Stadt - Erdmannsdorf - Etzdorf - Frauenprießnitz - Freienorla - Freiroda - Geisenhain - Gerega - Gernewitz - Geunitz - Gniebsdorf - Golmsdorf - Göritzberg - Göschwitz - Gösen - Grabsdorf - Graitschen bei Bürgel - Graitschen auf der Höhe | - Greuda - Gröben - Großbockedra - Großeutersdorf - Großkröbitz - Großlöbichau - Großpürschütz - Großschwabhausen - Gumperda - Hainbücht - Hainchen - Hainichen - Hainspitz - Hartmannsdorf - Heiligenkreuz - Hellborn - Hermsdorf - Hetzdorf - Hirschroda - Hohendorf - Hohlstedt - Hummelshain - Ilmnitz - Isserstedt - Jägersdorf - Janisroda - Jenalöbnitz - Jenaprießnitz - Kaatschen - Kahla, Stadt - Karlsdorf - Karsdorfberg - Kleinbockedra - Kleinbucha - Kleinebersdorf - Kleineutersdorf - Kleingestewitz - Kleinkröbitz - Kleinlöbichau - Kleinprießnitz - Kleinpürschütz - Kleinschwabhausen - Klengel - Köckenitzsch - Königshofen - Kötschau - Krippendorf - Kunitz - Kursdorf - Laasan - Laasdorf - Lachstedt - Lehesten - Leislau - Leutra - Lindig - Lippersdorf - Lobeda, Stadt - Löberschütz - Lotschen | - Lucka - Lützeroda - Magersdorf - Maua - Mennewitz - Mertendorf - Meusebach - Milda - Möckern - Molau - Mörsdorf - Münchengosserstädt - Münchenroda - Nausnitz - Neidschütz - Nennsdorf - Nerkewitz - Neuengönna - Nischwitz - Oberbodnitz - Obergneus - Oelknitz - Orlamünde, Stadt - Oßmaritz - Ottendorf - Petersberg - Podelsatz - Poppendorf - Posewitz - Poxdorf - Pretschwitz - Prießnitz - Quirla - Rabis - Rattelsdorf - Rauda - Rauschwitz - Rausdorf - Reichardtsdorf - Reichenbach - Reinstädt - Renthendorf - Rockau - Rodameuschel - Rodias - Rodigast - Rödigen - Rothenstein - Röttelmisch - Rutha - Ruttersdorf - Saasa - Scheiditz - Schieben - Schinditz - Schirnewitz - Schleifreisen - Schleuskau - Schlöben - Schmiedehausen | - Schmölln - Schmörschwitz - Schöngleina - Schöps - Schorba - Seidewitz - Seifartsdorf - Seiselitz - Seitenbrück - Seitenroda - Serba - Sieglitz - St. Gangloff - Stadtroda, Stadt - Steudnitz - Stiebritz - Stöben - Sulza - Taupadel - Tautenburg - Tautendorf - Tautenhain - Thalbürgel - Thiemendorf - Thierschneck - Tissa - Törpla - Tröbnitz - Trockenborn - Trockhausen - Tultewitz - Tümpling - Tünschütz - Ulrichswalde - Unterbodnitz - Untergneus - Utenbach - Vierzehnheiligen - Waldeck - Walpernhain - Waltersdorf - Weichau - Weißbach - Weißenborn - Wetzdorf - Wichmar - Wilsdorf - Wittersroda - Wogau - Wöllnitz - Wonnitz - Würchhausen - Zimmern - Zimmritz - Zöllnitz - Zöthen - Zöttnitz - Zwabitz - Zweifelbach |

### Ehemalige Gemeinden
Die folgenden Gemeinden schieden vor 1939 aus dem Landkreis Stadtroda bzw. dem Landratsamt Roda aus oder wurden in andere Gemeinden eingemeindet:
| - Ammelstädt, 1922 zum Landkreis Rudolstadt - Beutelsdorf, 1922 zum Landkreis Rudolstadt - Engerda, 1922 zum Landkreis Rudolstadt - Etzelbach, 1922 zum Landkreis Rudolstadt - Friedrichstanneck, 1922 zu Eisenberg - Heilingen, 1922 zum Landkreis Rudolstadt - Keßlar, 1922 zum Landkreis Rudolstadt - Kleinkochberg, 1922 zum Landkreis Rudolstadt - Kolkwitz, 1922 zum Landkreis Rudolstadt - Kraftsdorf (altenburgischer Teil), 1922 zum Landkreis Gera - Kuhfraß, 1922 zum Landkreis Rudolstadt - Langenorla, 1922 zum Landkreis Saalfeld - Löbschütz, 1922 zu Kahla - Meckfeld, 1922 zum Landkreis Rudolstadt - Mötzelbach, 1922 zum Landkreis Rudolstadt - Neusitz, 1922 zum Landkreis Rudolstadt | - Niederkrossen, 1922 zum Landkreis Rudolstadt - Oberhasel, 1922 zum Landkreis Rudolstadt - Oberkrossen, 1922 zu Uhlstädt - Oberndorf, 1922 zum Landkreis Gera - Partschefeld, 1922 zum Landkreis Rudolstadt - Plinz, 1922 zu Milda - Röbschütz, 1922 zum Landkreis Rudolstadt - Rückersdorf, 1922 zu Uhlstädt - Rüdersdorf (altenburgischer Teil), 1922 zum Landkreis Gera - Saalthal, 1922 zum Landkreis Saalfeld - Schmieden, 1922 zum Landkreis Rudolstadt - Schweinitz, 1922 zum Landkreis Saalfeld - Uhlstädt, 1922 zum Landkreis Rudolstadt - Unterrenthendorf, 1922 zu Renthendorf - Zeutsch, 1922 zum Landkreis Rudolstadt |